# Federica Chiavaroli
Federica Chiavaroli (Penne, 25 settembre 1970) è una politica italiana.

## Biografia
Nata a Penne, in provincia di Pescara, dopo la laurea in Economia e Commercio, nel 1994 frequenta il Master di sviluppo economico sul terziario avanzato all'Istituto Tagliacarne di Roma e il corso di specializzazione sul marketing dei servizi alla Scuola Superiore Guglielmo Reiss Romoli dell'Aquila. È iscritta all'albo dei commercialisti dal 1996 e al registro dei revisori contabili. È imprenditrice con la società di famiglia che si occupa di istruzione e formazione. Iscritta al Gruppo Giovani Imprenditori di Confindustria dal 2000, nel 2005 è stata eletta presidente del Gruppo Giovani Imprenditori di Pescara.
Nel 2008 inizia il suo impegno nella politica attiva. Dal 2009 è consigliere regionale del Popolo della Libertà della regione Abruzzo, e nel giugno dello stesso anno viene eletta al Consiglio comunale di Pescara, risultando la donna più votata. 
Da febbraio 2012 è coordinatrice del Popolo della Libertà di Pescara.

### Elezione a senatrice
Alle elezioni politiche del 2013 viene eletta senatrice della XVII legislatura della Repubblica Italiana nella circoscrizione Abruzzo per il Popolo della Libertà. Nella XVII legislatura della Repubblica è componente della 5ª Commissione Bilancio, tesoro e programmazione, della 6ª Commissione Finanze e Tesoro,della 2ª Commissione Giustizia e della Commissione straordinaria per la tutela e la promozione dei diritti umani.
Il 16 novembre 2013, con la sospensione delle attività del Popolo della Libertà, aderisce al Nuovo Centrodestra (NCD) guidato da Angelino Alfano, di cui diventa il vice-capogruppo del gruppo parlamentare costituito al Senato, oltre che coordinatrice regionale di NCD in Abruzzo.
Nel 2013 finisce nell'occhio del ciclone a causa dell'emendamento da lei presentato, e approvato in Senato, che intende tagliare i trasferimenti di denaro per i Comuni e le Regioni che ostacolano la diffusione delle slot machine, a cui Chiavaroli dichiara a La Repubblica il 21 dicembre: "L'unico motivo per il quale avevo presentato l'emendamento al Dl Salva Roma è stato quello di recepire, insieme a tutta la maggioranza, una richiesta del governo affinché il regime regolato e vigilato del gioco fosse organizzato con responsabilità di tutti i livelli istituzionali".
A settembre 2014 è salita agli onori delle cronache per aver firmato, assieme ad altri tre parlamentari dell'NCD (Giuseppe Esposito, Pietro Langella e Laura Bianconi), un ordine del giorno in cui si chiedeva di "estendere il vitalizio anche in caso di scioglimento anticipato della legislatura".
Il 29 gennaio 2016 viene nominata dal Consiglio dei Ministri Sottosegretario di Stato al Ministero della giustizia nel governo Renzi, incarico mantenuto anche con il successivo governo di Paolo Gentiloni fino al 1º giugno 2018.
Il 18 marzo 2017, con lo scioglimento di NCD e la fondazione del suo successore Alternativa Popolare (AP) con le stesse ideologie da parte di Angelino Alfano, confluisce ad AP.

### Ricandidatura al Senato e Noi con l'Italia
Alle elezioni politiche del 2018 è ricandidata al Senato nel collegio uninominale di Pescara per il centro-sinistra (in quota Civica Popolare), ma non viene eletta.
Dal 2021 è tra i membri del comitato direttivo del neo-costituitosi partito Noi con l'Italia.